# کاظم مژدهی
کاظم خان معتمد دیوان مژدهی (۱۲۶۴ رشت - ۷ خرد
اد ۱۳۴۳) از مالکان نیکوکار گیلان، بنیانگذار نخستین پرورشگاه خصوصی در رشت و نماینده بندر پهلوی (انزلی) در مجلس شورای ملی بود.

## زندگی
پدرش نصرالله خان معین دیوان و پدربزرگش ملا حسین مقدس، سر دودمان خاندان مژدهی بود. ملا حسین از فرزندان حاج سمیع بنیانگذار خاندان سمیعی گیلان و نوادگان حاج اسماعیل بود. نیاکان حاج ملا حسین از کلده فومن بودند. حاج ملا حسین به سبب داشتن املاک در روستای مژده کوچصفهان و سکونت در آن به مژدهی معروف شد. او چهار دختر و هفت پسر داشت که در شهر رشت اقامت گزیدند و امروزه فرزندان این خانواده در شهر رشت با نامهای خانوادگی مژدهی و ویشکایی شناخته می‌شوند. نصرالله خان معین دیوان، سومین پسر ملا حسین بود.
میرزا کاظم خان در مدرسه‌ای در رشت تحصیل کرد که پدرش در سال ۱۳۱۴ قمری (۱۲۷۵ خورشیدی) به سبک جدید تأسیس کرده بود. در نوجوانی به تهران رفت و وارد مدرسه آلیانس شد و یک سال هم در دارالفنون تحصیل کرد. سپس در جریان انقلاب مشروطه به مشروطه خواهان پیوست و از فرماندهان فتح تهران در سال بود. پس از خلع محمدعلی شاه قاجار مدتی فرماندهی یکی از پادگان‌های مازندران را بر عهده داشت و پس از آن به خدمت دولت درآمد. او در زمان قیام جنگل، رابط میان حکومت گیلان و میرزا کوچک خان بود.
کاظم خان مژدهی در سال ۱۳۰۹ در انتخابات دوره هشتم مجلس شورای ملی شرکت کرد که در بندر پهلوی در چهارم تا دهم شهریور آن سال برگزار شد. رقیب او حسین خان کی‌استوان بود که سابقه نمایندگی بندرپهلوی را در دوره‌های پنجم و ششم مجلس داشت. میرزا کاظم خان ۱۰۶۱۲ رأی که به صندوقها ریخته شد، ۷۳۸۹ رأی آورد. کی‌استوان به نتیجه اعتراض و شکایت کرد اما شکایتش پذیرفته نشد و میرزا کاظم خان به مجلس راه یافت. کاظم خان در دوره‌های نهم، دهم و یازدهم نیز کرسی خود را در مجلس حفظ کرد.

### پرورشگاه
کاظم خان و همسرش افسر قوام‌زاده (درگذشته دی ۱۳۴۳) فرزندی نداشتند. آن دو از سال ۱۳۰۳ در منزل شخصی‌شان چهار کودک یتیم را نگهداری کردند که به‌تدریج بر تعدادشان افزوده شد. این زوج در تابستان ۱۳۱۷ پنج باب از خانه‌های ملکی‌شان را تخریب کرده، «دارالایتام مژدهی» را برای نگهداری اطفال بی‌سرپرست در آن ساختند که در سال ۱۳۲۸ رسماً ثبت شد و نام آن بعداً به پرورشگاه مژدهی تغییر یافت. این پرورشگاه هم‌اکنون به نام «خانه شبانه‌روزی مژدهی» در محله بادی‌الله رشت فعال است.
کاظم خان مژدهی همچنین از اعضای اصلی انجمن خیریه رشت بود که موسساتی چون بیمارستان پورسینا (در سال ۱۳۰۳) بنگاه حمایت از مادران و نوزادان (در سال ۱۳۲۳) و آسایشگاه معلولین (در سال ۱۳۳۲) را در رشت بنیاد نهاد. او در وادی‌السلام نجف به خاک سپرده شده‌است.